# ローレンス・オリヴィエ賞
ローレンス・オリヴィエ賞は、その年に上演された優れた演劇・オペラ、ダンス、ミュージカルに与えられる賞であり、イギリスで最も権威があるとされている。毎年4月に実施。イギリス版のトニー賞とも言える。授賞式はITV1でダイジェスト放送のほか、BritBoxでも配信
名優ローレンス・オリヴィエの名が付されており、1976年にソサエティ・オブ・ロンドン・シアターにより設立された。

## 主な受賞歴

### 日本関係受賞作品・受賞者
1985年、森下洋子（バレエ）
2002年、山海塾『ひびき』第26回最優秀新作ダンス作品賞
2007年、歌舞伎『藤娘』と『色彩間苅豆〜かさね』十一代目市川海老蔵、二代目市川亀治郎　サドラーズウェルズ劇場上演、新作ダンス作品賞。
2016年、川名康浩（プロデューサー）『キンキーブーツ』
2023年、久石譲（エグゼグティブ・プロデューサー）。『となりのトトロ』をイギリスでロイヤル・シェイクスピア・カンパニーと日本テレビが舞台化した『My Neighbour Totoro』。最優秀作品賞、演出賞、衣装デザイン賞（中野希美江）、最優秀舞台美術賞、照明デザイン賞、音響デザイン賞の6部門